# Kanaaneisk religion

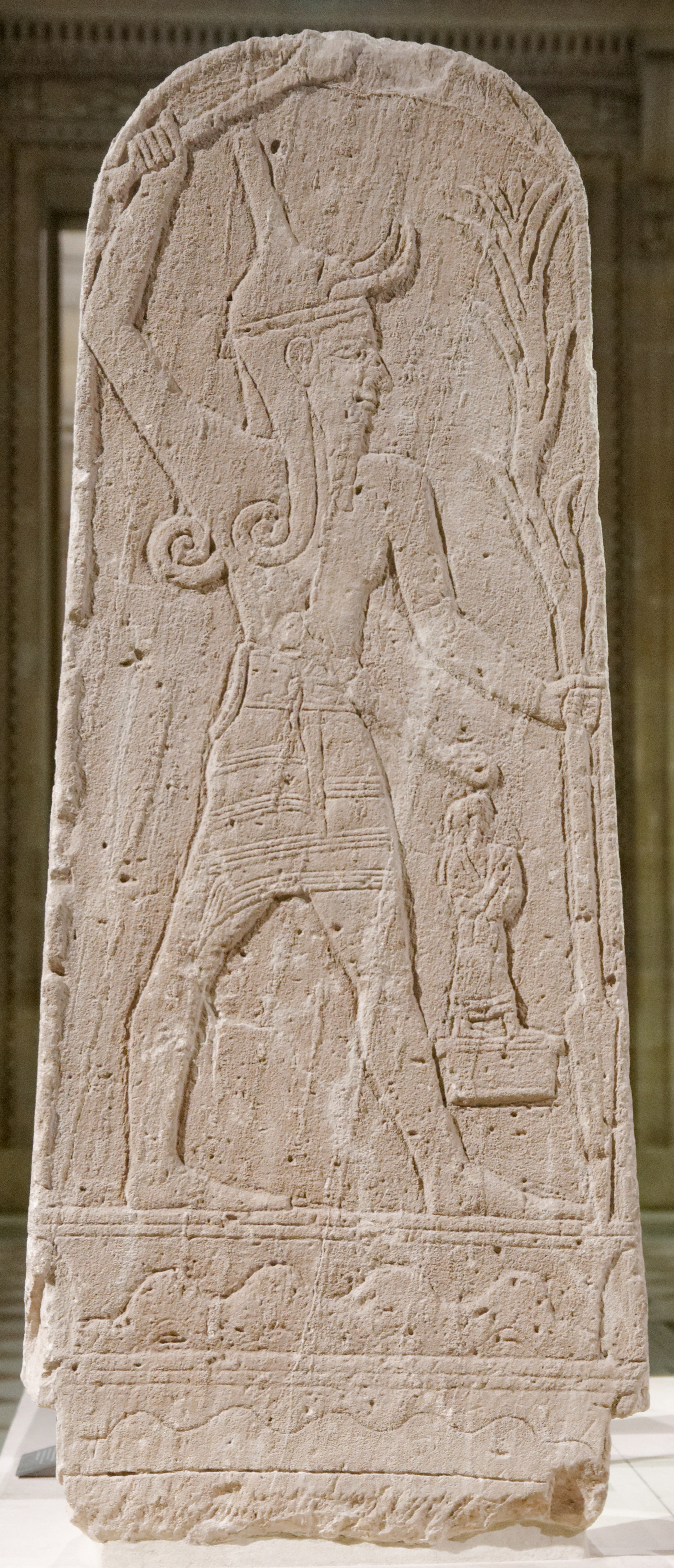
Baal kastandes en blixt.

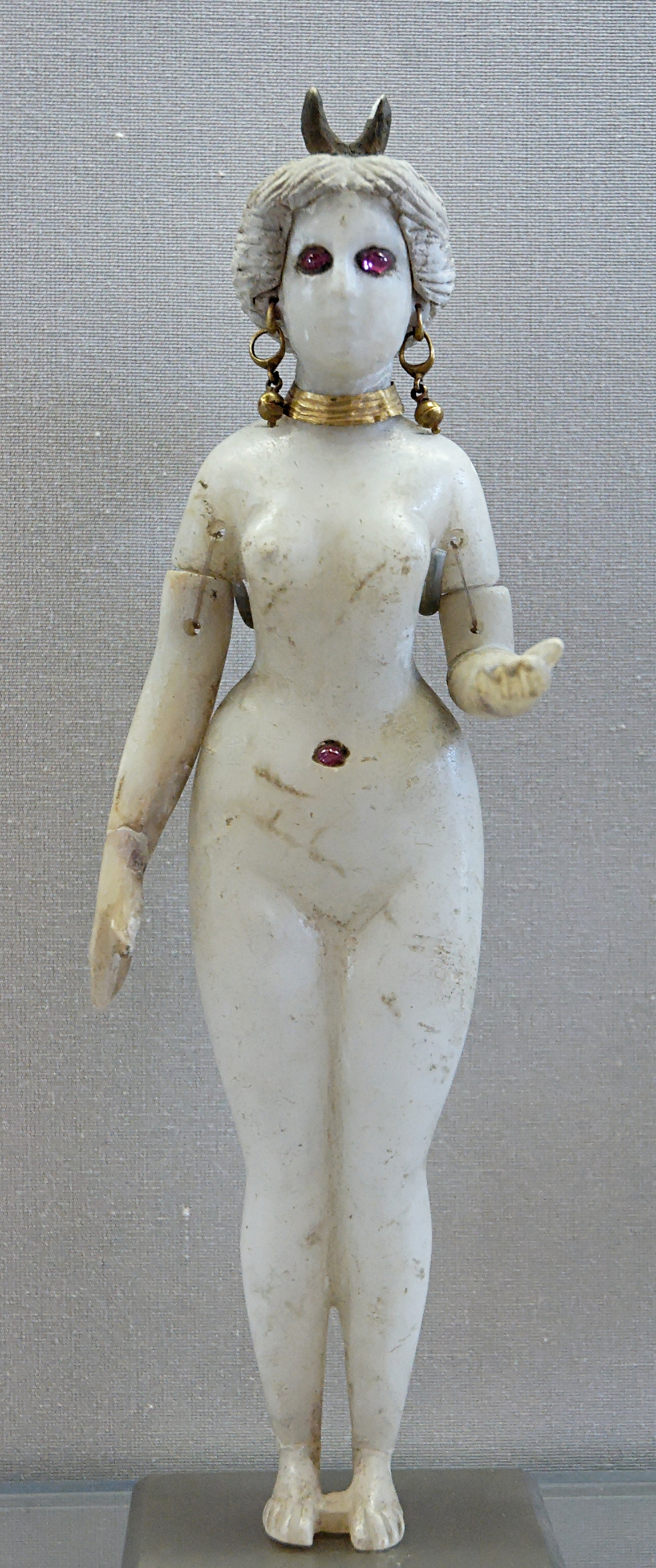
Astarte.

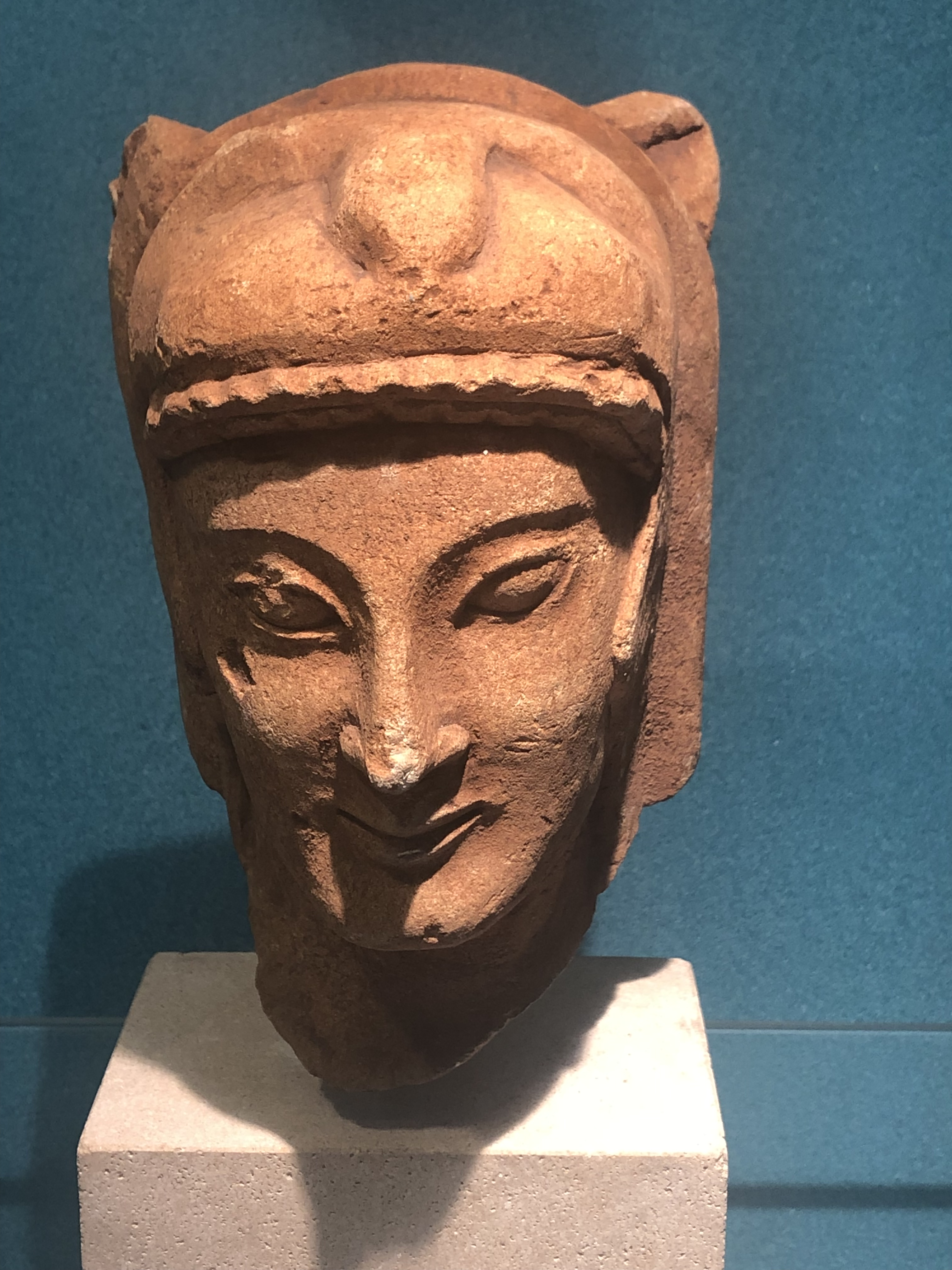
Melqart.

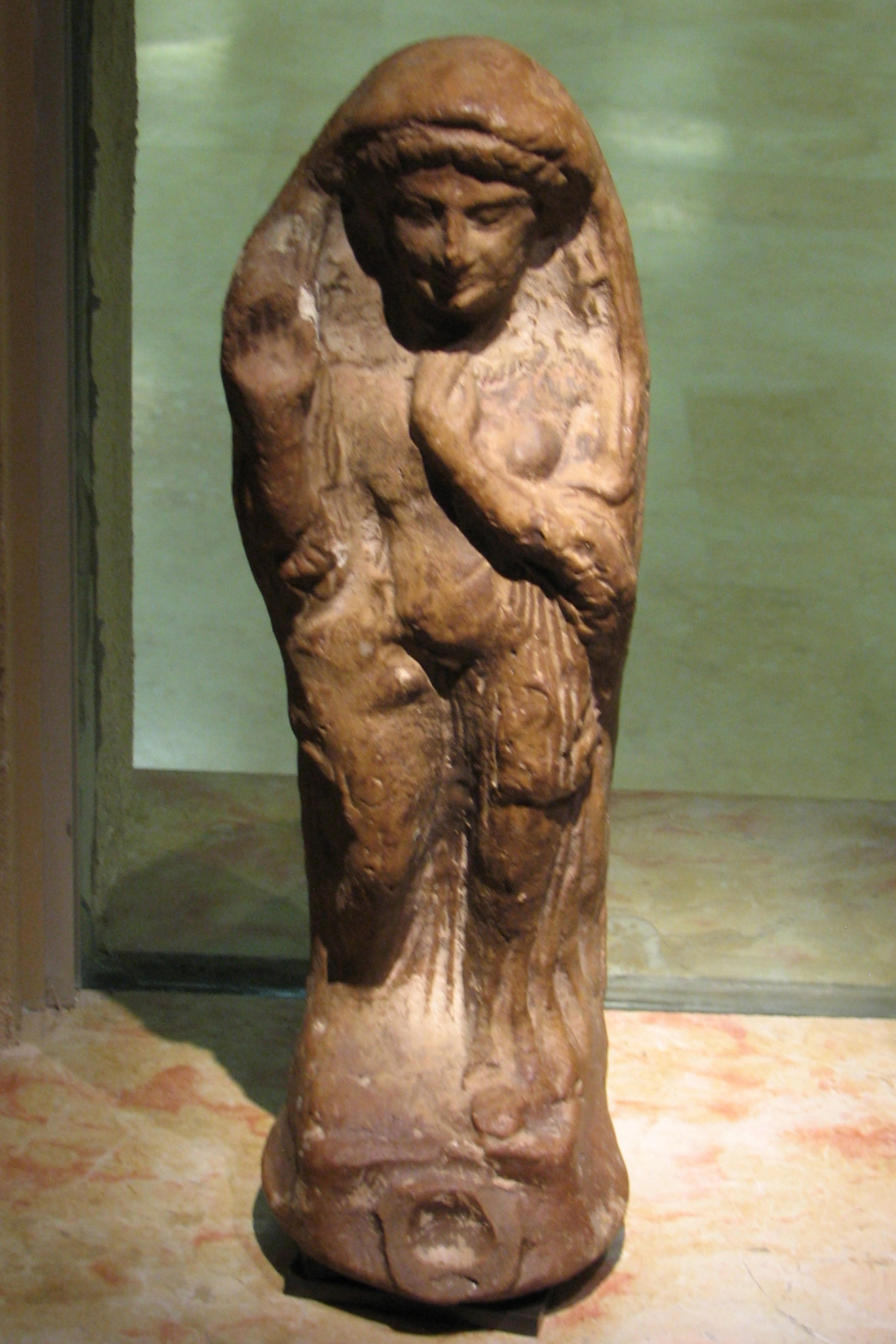
Ashera.

Kanaaneisk religion syftar på den religion som utövades av kanaanéerna i forntidens Levanten i Mellanöstern. Det var en polyteistisk religion med vissa lokala variationer. Den var en undergrupp av forntida semitisk religion, som var indelad i de fem undergrupperna israeliternas hebreiska polyteistiska religion, babylonisk religion, kartagisk religion, arabisk religion och kanaaneisk religion. Kanaaneisk religion kallas ibland för ugaritisk religion, eftersom mycket av informationen om den kommer från arkeologiska fynd i Ugarit.
Kanaaneisk religion utövades av bland andra fenicierna. Till det västsemitiska språkområdet (och utbredningsområdet av västsemitisk religion) hörde Syrien, Fenicien, Kanaan, ammoniternas territorium, Moab och Idumeen. Kanaaneisk religion låg nära den religion som utövades av israeliterna innan dessa blev monoteister, och utgjorde grunden för den senare religionen i Kartago, som ursprungligen var en fenicisk koloni. Den är besläktad med religionen i Arabien före Islam, men dessa utvecklades med tiden åt olika håll. Den är också besläktad med religionen i Babylon, men den babyloniska religionen är starkt influerad av tidigare mesopotamiska religioner. Kanaaneisk religion är belagd under bronsåldern, och utövades fram till att religionsfriheten avskaffades av de kristna i Romarriket under 300-talet, även om den försvagades av Interpretatio graeca under hellenismen 300–30 f.Kr.

## Historik
Inom det geografiska semitiska språkområdet Levanten, som numera utgör Syrien, Libanon, Israel, Palestina, Jordanien och Sinaihalvön, utövades under bronsåldern ett antal lokala religioner av gemensamt ursprung, och med gemensamma drag.
De hade lokala variationer, men utgjorde en löst sammanhängande religion, som skilde sig från den egyptiska religionen i väster. Den var uppenbart besläktad med de lika löst sammanhängande religionerna som utövades i söder (arabisk religion) och i det östsemitiska området i Mesopotamien (d.v.s. de babyloniska och assyriska religionerna). Att den västsemitiska Kanaaneisk religionen och den östsemistiska babyloniska religionen var besläktade demonstreras av att deras gudar har likartade namn och funktioner: det mest kända exemplet är kanske västsemitiska gudinnan Astarte (ugaritiska: Athtart) och den östsemitiska gudinnan Ishtar.
Efter Alexander den stores död 323 f.Kr. blev Levanten en del av Seleukiderriket under Seleukos I. Kanaaneisk religion fortsatte att utövas både under hellenismen och sedan området hamnat under romarrikets kontroll. Seleukiderna lät både renovera och bygga tempel avsedda för den inhemska kulten och prägla mynt som uppvisar religiösa motiv. Dock inträffade en viss synkretism, då de levantinska gudarna identifierades med sina grekisk-romerska motsvarigheter genom Interpretatio graeca.
Under tiden efter år 40 (då några kristna flydde till Caesarea och Antiokia), år 49 (då ett kyrkomöte hölls i Jerusalem) och år 70 (då romarna förstörde Jerusalem) lösgjorde sig kristendomen ur judendomen och spreds i Levanten – till en början endast till ett ringa antal. Konstantin den store utfärdade 312-13 ett toleransedikt som förbjöd förföljelse av kristna, varefter antalet kristna ökade i romarriket. Religionsfriheten bevarades dock till en början, och de gamla religionerna såg även ett uppsving under Julianus Apostata åren 361-363. Slutligen avskaffades dock religionsfriheten när kejsar Theodosius I år 392 förbjöd utövandet av alla andra religioner utom kristendomen, och de icke kristna religionerna förföljdes som hedendom och deras helgedomar förstördes.

## Gudar
Kanaaneisk religion innehöll ett stort antal gudar. Gudarna var indelade i en hierarki av fyra kategorier. Den första kategorin bestod av himmelens kung El och drottning Asherah. Den andra bestod av de aktiva gudarna eller skyddsgudarna, så som Baal. Den tredje bestod av de gudar som beskyddade praktiska angelägenheter, så som hantverkets gud Kothar-wa-Khasis. Den fjärde och sista kategorin gudar bestod av de gudomliga budbärarna eller änglarna, som inte hade någon egen självständig ställning utan bara agerade på andra gudars order. Det fanns en viss variation för hur de dyrkades i olika delar av Levanten, liksom av dess inbördes relation.
Sanchuniathon skildrar evighetsguden Olam som den första gudomen, men till andra höga gudomar, som föregår El i teogonin, räknas även El Eljon, Berit, en icke namngiven himmelsgud och en icke namngiven jordgudinna. Till Els syskon räknas Ashera, Astarte, Baaltis (som kanske motsvarar Atargatis), Dagon, Betel och en gud som identifieras med den grekiske Atlas. Några av de yngre gudarna skildras som älskare åt äldre gudinnor: Så Eshmun i relation till Ashera, och Adonis i relation till Atargatis. Den babyloniske guden Tammuz (som motsvarar den sumeriske Dumuzi) skildras som Astartes älskare.
- Aglibol, månens gud, Malakbels bror. I Palmyra dyrkades han i en treenighet med Bel och Yarhibol, liksom i en annan treenighet med Baalshamin och Malakbel.
- Anat, krigets jungfrugudinna, syster och ibland maka till Ba'al Hadad.
- Arsay, underjordens gudinna, en av Ba'al Hadads tre döttrar.
- Arsu, aftonstjärnans gud, Azizos tvillingbror.
- Ashtar-Chemosh, maka till Chemosh, moabiternas gudinna.
- Asherah, himmelens gudinna och gudarnas drottning, gift med El. Bland israeliterna dyrkades hon i form av en Asherahpåle, vilket nämns i bibeln.
- Ashima, ödesgudinnan.
- Astarte, kärlekens, krigets och jaktens gudinna.
- Atargatis, fruktbarhetsgudinna, maka till Hadad, den främsta gudinnan i norra Syriens version av religionen.
- Attar, aftonstjärnans gud, "morgonens son", som försökte störta Baal. Manlig motsvarighet till Athtart.
- Azizos, aftonstjärnans gud, Arsus tvillingbror.
- Baalah, Baʿalah, kvinnlig motpart till Baal.
- Ba'alat Gebal, staden Byblos skyddsgudinna.
- Baal eller Hadad, ofta med dubbelnamnet Baal Hadad; stormens och åskans gud, "blixtarnas herre", gudarnas konung. Baal och Hadad uppfattades ibland som två gudar, ibland som en enda. I Palmyra kallad Baalshamin.[2]
- Ba'al Hermon, lokal gud vid berget Hermon.
- Baal Hammon, fruktbarhetsgud i Kartago.
- Baalshamin, även kallad Baal Shamem och Baal Shamaim, åskgud, huvudgud i Palmyra, dyrkad i treenighet med Aglibol och Malakbel.[3]
- Baal-zephon eller Baalzephon, Baʿal Zaphon eller Ṣaphon. Alternativ form av Baal Hadad som herre av berget Zaphon.
- Bel, Bol, en huvudgud i Palmyra. [4]
- Chemosh, ammoniternas och moabiternas nationalgud, lokal krigsgud, möjligen som till El.
- Dagon (Dagan) fruktbarhetens, skördens och kornets gud, far till Ba'al Hadad.
- El, även kallad 'Il eller Elyon ("Den Högste"), skaparen. Det förefaller som om guden El ansågs vara gudarnas ledare i hela det västsemitiska området. Under bronsålderns sista århundraden, och under järnåldern, skulle han dock inta rollen som passiv härskare, och överlåta mera aktiva funktioner i myterna åt yngre gudar, exempelvis Baal. Ett undantag var Juda rike och Kungariket Israel där El, åtminstone bland delar av befolkningen, behöll sin äldre roll.
- Eshmun, läkekonstens gud, Baalat Asclepius; på vissa håll sedd som gudinna.
- Gad, lyckans gud.
- Horon, underjordens gud.
- Ishara, edernas gudinna, maka till Dagon.
- Ishat, eldens gudinna, maka till Molok. Hon dödades av Anat.[5][6][7]
- Kotharat, äktenskapets och barnsbördens sju gudinnor.
- Kothar-wa-Khasis, hantverkskonstens gud, skapade vapen åt Ba'al Hadad.
- Liluri, bergens gudinna, maka till Manuzi. Tjurar offrades till henne och hennes make.
- Lotan, den sjuhövdade ormen, Yams allierade.
- Malakbel, solens, växternas och välfärdens gud, Bels ängel och Agilbols bror. Del av en treenighet med Aglibol och Baalshamin i Palmyra.
- Manuzi, väderlekens gud, make till Liluri. Tjuroffer gavs till henne och hennes make.
- Marqod, danskonstens gud.
- Melqart, "stadens konung", staden Tyros skyddsgud, underjordens och vegetationscykelns gud Tyrus, medregent i underjorden, tvilling till Horon och son till Mot.
- Milcom, Ammoniternas nationalgud.
- Misor, Sydyks tvillingbror.
- Molok, eldens gud, make till Ishat, möjligen en förväxling med Milcom.
- Mot eller Mawat, dödsguden. Existerade men var inte föremål för dyrkan.
- Nikkal-wa-Ib, fruktens och fruktträdgårdarnas gudinna.
- Pidray, ljusets och blixtarnas gudinna, en av tre döttrar till Ba'al Hadad.[8]
- Qadeshtu, "den heliga", kärlekens, åtråns och lustens gudinna; en titel på Asherah.
- Qos, edomiternas nationalgud.
- Resheph, pestens och helandets gud.
- Shadrafa, medicinens och helandets gud.
- Shachar och Shalim, tvillingbröder, gryningens respektive skymningens gudar. Shalim var förbunden med underjorden genom morgonstjärnanoch associerades med fred.[9]
- Shapash, Shapshu, solgudinnan.[10][11]
- Sydyk, rättvisans gud.
- Tallai, vinterns, snöns, kylans och daggens gudinna, en av de tre döttrarna till Ba'al Hadad.[12]
- Yam (lit. sjö-floder) sjöarnas och flodernas gud.
- Yarhibol, solens och vårens gud. Dyrkad i Palmyra i en treenighet med Aglibol och Bel.
- Yarikh, månguden, make till Nikkal, separerad från sin maka solgudinnan Shapash. Staden Jeriko var troligen centrum för hans kult.

## Inflytande
De två mest kända sätt Kanaaneisk religion påverkat en större omvärld torde vara judendomens uppkomst, och förekomsten av Adonis-mysterierna i det Romerska riket.

### Adonismysterierna
Under inflytande av grekisk mysteriereligion utvecklades under hellenistisk-romersk tid en mysteriekult kring gudinnan Atargatis och hennes älskare, guden Adonis. Den spreds till övriga delar av Romarriket, och är framför allt känd genom skriften De Dea Syria, som ibland har tillskrivits författaren Lukianos' (ca 120-180).

### Judendomen
Judendomen utvecklades stegvis ur Kanaaneisk religion. Bergsguden JHVH (vokalisering okänd) kom stegvis att identifieras med guden El, och sedermera även med El Eljon, Olam och Betel. På Sinai-halvön har arkeologer kunnat belägga gudsnamnet JHV (vokalisering okänd). Under namnet JHVH (tentativt vokaliserat Jahve av ) blev denna gudom betydelsefull i Kungariket Israel och Juda rike några århundraden senare, och så småningom en monoteistisk gud.
Andra Kungaboken 23 återger en berättelse om hur utövande av Kanaaneisk polyteism övergavs av judar först på 620-talet f.Kr. Början av den judiska religionens omvandling från polyteism till henoteism (dyrkan av en enda gud, bland flera existerande) uttrycks i berättelserna om Elia, Hoseas bok, Mikas bok och de första trettionio kapitlen i Jesajas bok (Samtliga knutna till 700-talet). Spår av henoteism finns i Psaltarens psalmer: 29:1, 82, 89:7-11 och 138:1.
En omvandling från henoteism till strikt monoteism är först belagd i kapitel 40-55 av Jesajas bok (Deuterojesaja), förmodligen tillkomna i mitten av 500-talet f.Kr, men exiljudar på den egyptiska ön Elefantine fortsatte att dyrka Ashera och Betel vid sidan av JHVH ytterligare några århundraden. Enligt Esras och Nehemjas böcker (något som ifrågasätts kraftigt av Köpenhamnsskolan), förefaller religionen i satrapin Juda ha blivit strikt monoteistisk vid den påstådda tidpunkten för Esras verksamhet.

## Arkeologiska källor
De äldsta kända källtexterna till Kanaaneisk religion härrör från staden Ebla från 2500 f.Kr. Av stor vikt är texterna upphittade i ruinerna efter staden Ugarit från 1200-talet f.Kr. Ett antal monument återger fördrag mellan kungar eller proklamerar en kungs seger över grannfolk, och dessa monument, bl.a. Asarhaddons stele från 670-talet, innehåller också religiöst innehåll.
Judiska skrifter i den hebreiska bibeln Tanach, tillkomna under tidsperioden 700-400 f.Kr, polemiserar mot grannfolkens religioner. Under förutsättning att texternas tendens beaktas, utgör även dessa källor till kunskap om religionen. Den kristne kyrkohistorikern Eusebios av Caesarea citerar Filon av Byblos, en präst inom den feniciska religionen, som i sin tur påstod sig återge en forntida fenicisk författare vid namn Sanchuniathon. Detta material återger – i helleniserad form – feniciska myter så som de uppfattades på Filons tid.

## Galleri

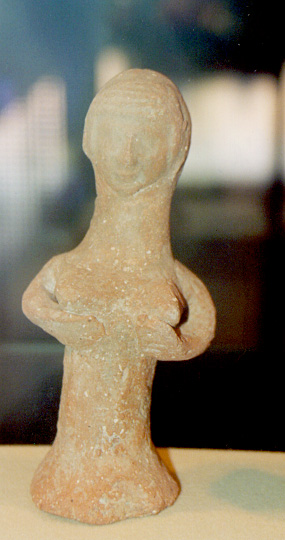
Ashera.
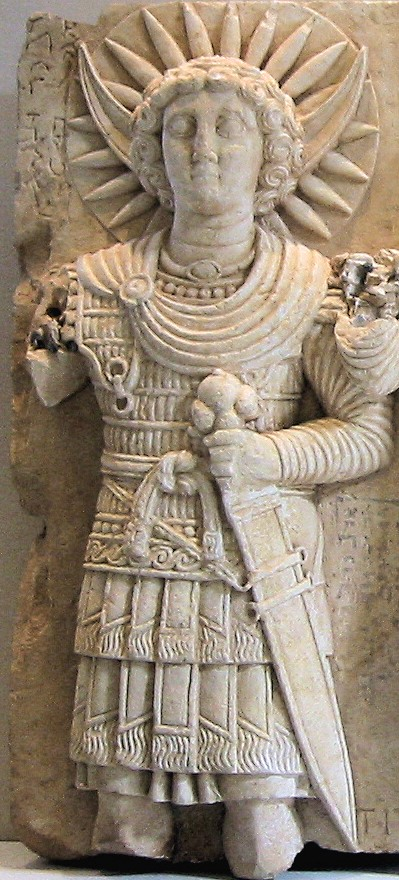
Aglibol.
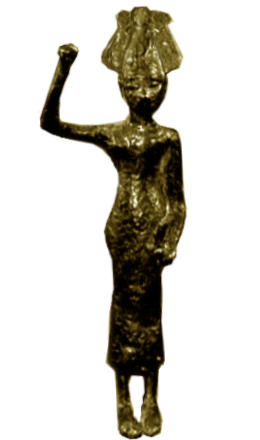
Anat (Anath).
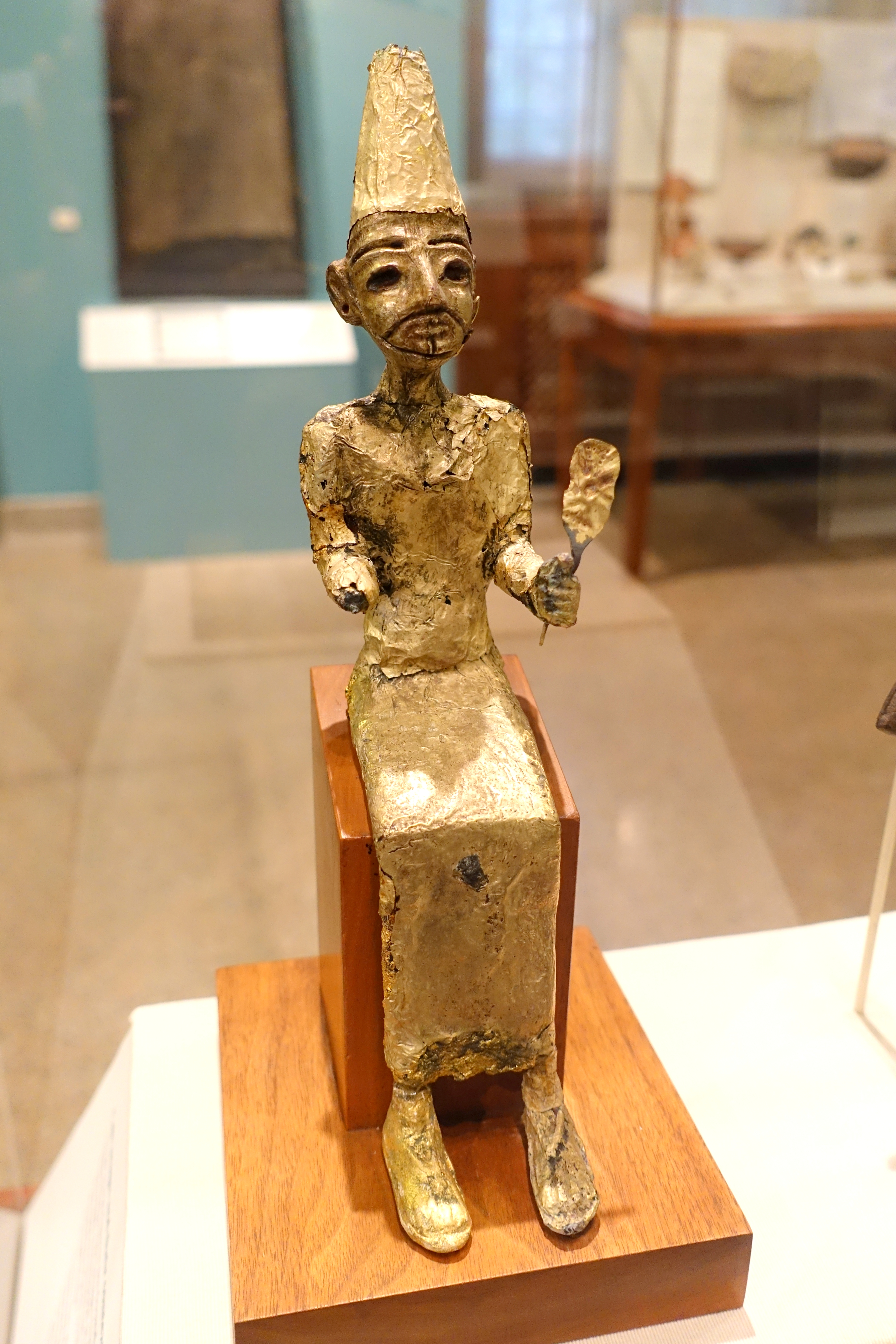
El.
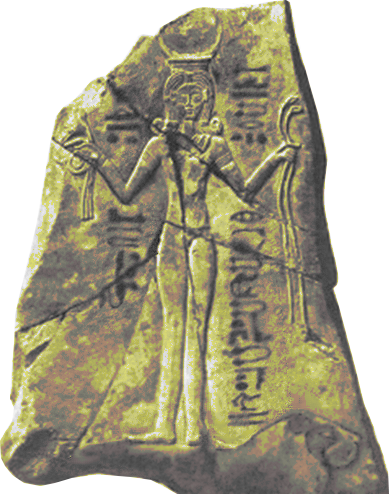
Qetesh.